# Raoul Bricard
Raoul Bricard (23 de março de 1870 – 1944) foi um matemático francês.
Bricard lecionou na École centrale des arts et manufactures e a partir de 1908 foi professor de geometria do Conservatoire national des arts et métiers.
Bricard trabalhou com mecanismos articulados na cinemática e realizou pré-trabalhos para a solução do terceiro problema de Hilbert. (ver Max Dehn). Em 1922 apresentou uma prova do triângulo de Morley.
Recebeu o Prêmio Poncelet de 1932.

## Obras
- Matematika terminaro kaj krestomatio, Hachette 1905 (Dicionário de Matemática em Esperanto)
- Géométrie descriptive, O. Doin et fils, 1911
- Cinématique et mécanismes, A. Colin, 1921
- Petit traité de perspective, Vuibert, 1924
- Leçons de cinématique, Gauthier-Villars et cie., 1926
- Le calcul vectoriel, A. Colin, 1929